# 400 mètres aux championnats du monde d'athlétisme en salle
Pour un article plus général, voir Championnats du monde d'athlétisme en salle.
Le 400 mètres fait partie des épreuves inscrites au programme des premiers championnats du monde d'athlétisme en salle, en 1985, à Paris. 
Avec trois médailles d'or remportées, le Tchèque Pavel Maslák est l'athlète le plus titré dans cette épreuve. L'Américaine Diane Dixon et la Russe Natalya Nazarova, titrées à deux reprises, détiennent le record de victoires féminines. 
Les records des championnats du monde en salle sont actuellement détenus par le Trinidadien Jereem Richards, auteur de 45 s 00 en finale des Mondiaux 2022, et par la Néerlandaise Femke Bol qui établit un nouveau record du monde en 49 s 17 lors de l'édition 2024.

## Éditions
| Années | 87 | 89 | 91 | 93 | 95 | 97 | 99 | 01 | 03 | 04 | 06 | 08 | 10 | 12 | 14 | 16 | 18 | 22 | 24 | 25 | Total |
| ------ | -- | -- | -- | -- | -- | -- | -- | -- | -- | -- | -- | -- | -- | -- | -- | -- | -- | -- | -- | -- | ----- |
| Hommes | X  | X  | X  | X  | X  | X  | X  | X  | X  | X  | X  | X  | X  | X  | X  | X  | X  | X  | X  | X  | 20    |
| Femmes | X  | X  | X  | X  | X  | X  | X  | X  | X  | X  | X  | X  | X  | X  | X  | X  | X  | X  | X  | X  | 20    |

## Hommes

### Historique
Le Costaricien Nery Brenes devient champion du monde en salle du 400 m en 2012 à Istanbul. Bénéficiant du couloir extérieur en finale grâce à sa victoire lors du tour précédent, face notamment à Kirani James, il remporte la course en 45 s 11, devant les Bahaméens Demetrius Pinder et Chris Brown. Il établit un nouveau record des championnats et améliore de 9/10e de seconde son record personnel. 
Lors des championnats du monde en salle 2014 se déroulant à Sopot, en Pologne, le Tchèque Pavel Maslák glane la médaille d'or du 400 m dans le temps de 45 s 24, nouveau record national en salle, devançant le Bahaméen Chris Brown et l'Américain Kyle Clemons.  Il devient à cette occasion le deuxième performeur européen en salle de tous les temps, derrière les 45 s 05 de l'Allemand Thomas Schonlebe. 
Aux championnats du monde en salle 2016, à Portland, Pavel Maslák défend avec succès son titre mondial en salle en s'imposant en 45 s 44 devant le Qatari Abdalelah Haroun (45 s 59) et le Trinidadien Deon Lendore (46 s 18).

### Palmarès
| Édition | Or                           | Argent                    | Bronze                          |
| ------- | ---------------------------- | ------------------------- | ------------------------------- |
| 1985    | Thomas Schönlebe 45 s 60     | Todd Bennett 45 s 97      | Mark Rowe 46 s 31               |
| 1987    | Antonio McKay 45 s 98        | Roberto Hernández 46 s 09 | Michael Franks 46 s 19          |
| 1989    | Antonio McKay 45 s 59 (CR)   | Ian Morris 46 s 09        | Cayetano Cornet 46 s 40         |
| 1991    | Devon Morris 46 s 17         | Samson Kitur 46 s 21      | Cayetano Cornet 46 s 52         |
| 1993    | Butch Reynolds 45 s 26 (CR)  | Sunday Bada 45 s 75       | Darren Clark 46 s 45            |
| 1995    | Darnell Hall 46 s 17         | Sunday Bada 46 s 38       | Mikhail Vdovin 46 s 65          |
| 1997    | Sunday Bada 45 s 51          | Jamie Baulch 45 s 62      | Shunji Karube 45 s 76           |
| 1999    | Jamie Baulch 45 s 73         | Milton Campbell 45 s 99   | Alejandro Cárdenas 46 s 02      |
| 2001    | Daniel Caines 46 s 40        | Milton Campbell 46 s 45   | Danny McFarlane 46 s 74         |
| 2003    | Tyree Washington 45 s 34     | Daniel Caines 45 s 43     | Paul McKee Jamie Baulch 45 s 99 |
| 2004    | Alleyne Francique 45 s 88    | Davian Clarke 45 s 92     | Gary Kikaya 46 s 30             |
| 2006    | Alleyne Francique 45 s 54    | California Molefe 45 s 75 | Chris Brown 45 s 78             |
| 2008    | Tyler Christopher 45 s 67    | Johan Wissman 46 s 04     | Chris Brown 46 s 26             |
| 2010    | Chris Brown 45 s 96          | William Collazo 46 s 31   | Jamaal Torrance 46 s 43         |
| 2012    | Nery Brenes 45 s 11 (CR)     | Demetrius Pinder 45 s 34  | Chris Brown 45 s 90             |
| 2014    | Pavel Maslák 45 s 24         | Chris Brown 45 s 58       | Kyle Clemons 45 s 74            |
| 2016    | Pavel Maslák 45 s 44         | Abdalelah Haroun 45 s 59  | Deon Lendore 46 s 18            |
| 2018    | Pavel Maslák 45 s 47         | Michael Cherry 45 s 84    | Deon Lendore 46 s 37            |
| 2022    | Jereem Richards 45 s 00 (CR) | Trevor Bassitt 45 s 05    | Carl Bengtström 45 s 33         |
| 2024    | Alexander Doom 45 s 25       | Karsten Warholm 45 s 34   | Rusheen McDonald 45 s 65        |
| 2025    | Christopher Bailey 45 s 08   | Brian Faust 45 s 47       | Jacory Patterson 45 s 54        |

## Femmes

### Palmarès
| Édition | Or                               | Argent                      | Bronze                           |
| ------- | -------------------------------- | --------------------------- | -------------------------------- |
| 1985    | Diane Dixon 53 s 35              | Regine Berg 53 s 81         | Charmaine Crooks 54 s 08         |
| 1987    | Sabine Busch 51 s 66 (CR)        | Lillie Leatherwood 52 s 54  | Judit Forgács 52 s 68            |
| 1989    | Helga Arendt 51 s 52 (CR)        | Diane Dixon 51 s 77         | Jillian Richardson 52 s 02       |
| 1991    | Diane Dixon 50 s 64 (CR)         | Sandra Myers 50 s 99        | Anita Protti 51 s 41             |
| 1993    | Sandie Richards 50 s 93          | Tatyana Alekseyeva 51 s 03  | Jearl Miles 51 s 37              |
| 1995    | Irina Privalova 50 s 23 (CR)     | Sandie Richards 51 s 38     | Daniela Georgieva 51 s 78        |
| 1997    | Jearl Miles 50 s 96              | Sandie Richards 51 s 17     | Helena Fuchsová 52 s 04          |
| 1999    | Grit Breuer 50 s 80              | Falilat Ogunkoya 51 s 25    | Jearl Miles-Clark 51 s 45        |
| 2001    | Sandie Richards 51 s 04          | Olga Kotlyarova 51 s 56     | Olesya Zykina 51 s 71            |
| 2003    | Natalya Nazarova 50 s 83         | Christine Amertil 51 s 11   | Grit Breuer 51 s 13              |
| 2004    | Natalya Nazarova 50 s 19 (CR)    | Olesya Krasnomovets 50 s 65 | Tonique Williams-Darling 50 s 87 |
| 2006    | Olesya Krasnomovets 50 s 04 (CR) | Vania Stambolova 50 s 21    | Christine Amertil 50 s 34        |
| 2008    | Olesya Zykina 51 s 09            | Natalya Nazarova 51 s 10    | Shareese Woods 51 s 41           |
| 2010    | Debbie Dunn 51 s 04              | Vania Stambolova 51 s 50    | Amantle Montsho 52 s 53          |
| 2012    | Sanya Richards-Ross 50 s 79      | Aleksandra Fedoriva 51 s 76 | Natasha Hastings 51 s 82         |
| 2014    | Francena McCorory 51 s 12        | Kaliese Spencer 51 s 54     | Shaunae Miller 52 s 06           |
| 2016    | Kemi Adekoya 51 s 45             | Ashley Spencer 51 s 72      | Quanera Hayes 51 s 76            |
| 2018    | Courtney Okolo 50 s 55           | Shakima Wimbley 51 s 47     | Eilidh Doyle 51 s 60             |
| 2022    | Shaunae Miller-Uibo 50 s 31      | Femke Bol 50 s 57           | Stephenie Ann McPherson 50 s 79  |
| 2024    | Femke Bol 49 s 17 (WR)           | Lieke Klaver 50 s 16        | Alexis Holmes 50 s 24            |
| 2025    | Amber Anning 50 s 60             | Alexis Holmes 50 s 63       | Henriette Jæger 50 s 92          |